# Метель (Сорокин)
«Метель» — повесть Владимира Сорокина. Впервые издана в 2010 году издательством АСТ. Второе место национальной литературной премии «Большая книга» (сезон 2010/11).

## Сюжет
Зима, Россия. Уездный доктор 42-летний Платон Ильич Гарин в пихоре, малахае и с саквояжами едет в глухую деревню Долгое делать вакцинацию. Там эпидемия завезённой из Боливии «чернухи». Человек, заражённый боливийской чёрной, превращается в зомби, встаёт из могилы и кусает других.
Начинается метель. На станции нет лошадей. Гарину удаётся упросить хлебовоза Козьму по прозвищу Перхуша отвезти на самокате. Самокат тянут (через особый привод — протяг) 50 малых лошадей размером «не более куропатки». Доктор планирует доехать за полтора часа.
Ехать трудно. Неожиданно самокат наезжает на странную твёрдую пирамидку. Полоз трескается. Доктор стягивает полоз эластичным бинтом и заклеивает мазью Вишневского. Проехали версты три. Бинт стащило, самокат остановился. Решают заехать для починки к мельнику, который живёт в добротной избе с портретом Государя на стене и автоматом Калашникова на лосиных рогах. Их принимают мельничиха, Таисия Марковна, «полнотелая, крупная женщина лет тридцати» и сам мельник – маленький  человек, которому рюмкой служит напёрсток жены. После ужина пьяный мельник засыпает. Жена его поднимается в спальню к доктору, где они соединяются в жарком акте любви.
Утром доктор встал поздно. Позавтракали, поехали дальше. Осталось вёрст девять. Опять началась метель. Приходится спешиваться и искать дорогу. Сбились и заехали на кладбище. Потом наткнулись на шатёр витаминдеров (что-то наподобие наркоторговцев) по имени Дрёма, Задень, Скажем и Баю Бай. Выясняется, что товарищи избили Дрёму за потерю «дорогих вещей» и теперь ему нужна помощь доктора. За помощь витаминдеры предлагают Гарину снять пробу с нового продукта. Доктор, когда были деньги, пробовал прежние продукты витаминдеров (шар и куб) и поэтому соглашается.
Новым продуктом оказывается пирамида – точно на такую налетел полозом самокат. От пирамиды у доктора происходят страшные видения: он в средневековой Варшаве, и его казнят на центральной площади, медленно уваривая в котле с растительным маслом.
«Он пляшет в масле. Пляска в масле! Он начинает выть. Пляска в масле!»
Придя в себя, доктор покупает у витаминдеров две пирамидки и, испытывая небывалый душевный подъём, вновь отправляется в путь.
Метель не стихла. До цели остаётся версты четыре. Барин и возница беседуют о добре и зле. Опять дорога пропадает под снегом и её приходится до изнеможения долго искать. Путники разводят костёр. Опять едут. Метель улеглась, выглянула луна. «Прежнее радостное и полнокровное ощущение жизни вернулось к доктору».
Появились волки. Выстрелами из револьвера доктор отпугнул их, но лошадки не идут. «Их от волков оторопь берёт». Доктор хочет бить их кнутом. Перхуша не даёт. Доктор бьёт Перхушу кулаком в лицо. Оптимизм и бодрость доктора улетучились. Выпили спирту.
Поехали дальше. Разогнались, врезались в сугроб. Оказалось, что не в сугроб, а в ноздрю замёрзшего на дороге шестиметрового великана, большого. Пришлось рубить нос. Самокат вытащили, но полоз опять сломался. Перхуша вытесал из ёлочки некое подобие полоза. Поехали. Опять пошёл снег. Въехали в буерак и сломали полоз. Доктор, проклиная Перхушу, пошёл пешком. Наткнулся на снеговика ростом с двухэтажный дом с огромным, торчащим снежным фаллосом. Изрядно поплутав, доктор опять вышел к самокату.
Доктор, Перхуша и маленькие лошадки с трудом устраиваются в капоре под рогожей, чтобы, согревая друг друга, переждать ночь. Утром мимо них проходит китайский санный поезд, запряжённый огромным конём, высотой с трёхэтажный дом. Китайцы забирают доктора, у которого, похоже, отморожены ноги, и лошадок. Перхуша уже мёртв.
«И лишь неугомонный чалый пронзительно заржал, навсегда прощаясь со своим хозяином».

## Анализ
Повесть скрупулёзно стилизована под классическую русскую прозу XIX века. Даже само название отсылает к одноимённой повести Пушкина и рассказу Толстого. Лишь постепенно становится понятным, что действие происходит не в прошлом, а в будущем. В этой повести автор возвращается к своей излюбленной мысли о том, что в России время застыло. По словам Сорокина, метель в повести

и субъект, и объект. И персонаж, и сцена. И герой, и декорация — задник, на фоне которого происходит действие. Это стихия, которая определяет жизнь людей, их судьбу. От чего здесь люди зависели, по-прежнему зависят и будут зависеть — это русская география. Это размер России, размер этих полей, во многом безжизненных, это затерянность людей в этих пространствах. И главный персонаж, порождаемый этим пространством, — Метель. <…> Поломки всех этих вещей, плохие дороги и то, что зимой путники никак не могли найти дорогу, потому что она никак не обозначена и никому это не нужно, — это и есть русская жизнь. Другой она не будет.
По мнению ряда ученых, рассказ написан в парадигме метамодерна.
По мнению Д. Волчека, это "главная русская книга начала XXI века".